# Ella à Nice
Ella à Nice est un album en public (1972) de la chanteuse Ella Fitzgerald accompagnée d'un trio de jazz mené par le pianiste Tommy Flanagan. Cet enregistrement n'a été commercialisé qu'en 1982. 

## Titres
33t de 1982 chez Pablo Records; Pablo 2308 234; CD chez Pablo Records de 1990; OJC20 442-2
Première face :
1. "Night and Day" (Cole Porter) – 6:43
2. The Many Faces of Cole Porter: "Get Out of Town"/"You'd Be So Easy to Love", "You Do Something to Me" (Porter) – 5:22
3. The Ballad Medley: "Body and Soul", "The Man I Love", "I Loves You Porgy" (Frank Eyton, Johnny Green, Edward Heyman, Robert Sour)/(George Gershwin, Ira Gershwin)/(G. Gershwin, I. Gershwin) – 4:42
4. The Bossa Scene: "The Girl from Ipanema"/"Fly Me to the Moon"/"O Nosso Amor"/"Madalena"/"Agua de Beber" (Antônio Carlos Jobim, Norman Gimbel, Vinícius de Moraes)/(Bart Howard)/(Jobim, de Moraes)/(Jobim, Ronaldo Monteiro de Souza)/(Jobim, de Moraes) – 5:35
5. "Summertime" (G. Gershwin, I. Gershwin, DuBose Heyward) – 2:36

Deuxième face : 
1. "They Can't Take That Away From Me" (G. Gershwin, I. Gershwin) – 4:14
2. Aspects of Duke: "Mood Indigo"/"Do Nothing till You Hear from Me"/"It Don't Mean a Thing (If It Ain't Got That Swing)" (Barney Bigard, Duke Ellington, Irving Mills)/(Ellington, Bob Russell)/(Ellington, Mills) – 7:16
3. "Something" (George Harrison) – 3:33
4. "St. Louis Blues" (W.C. Handy) – 2:59
5. "Close to You" (Al Hoffman, Carl G. Lampl, Jerry Livingston) –2:45
6. "Put a Little Love in Your Heart" (Jackie DeShannon, Jimmy Holiday, Randy Myers) – 4:29

## Musiciens
Enregistré le 21 juillet 1971 à Nice.
- Ella Fitzgerald - chant
- Tommy Flanagan - piano
- Frank DeLaRosa - contrebasse
- Ed Thigpen - batterie

## Sources
- (en) Cet article est partiellement ou en totalité issu de l’article de Wikipédia en anglais intitulé « Ella à Nice » (voir la liste des auteurs).